# 兵科元帥

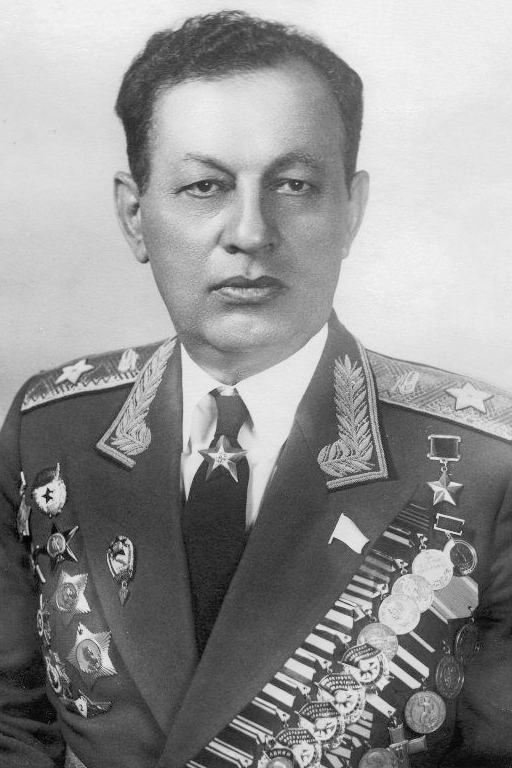
アマザスプ・ババジャニャン装甲戦車兵元帥

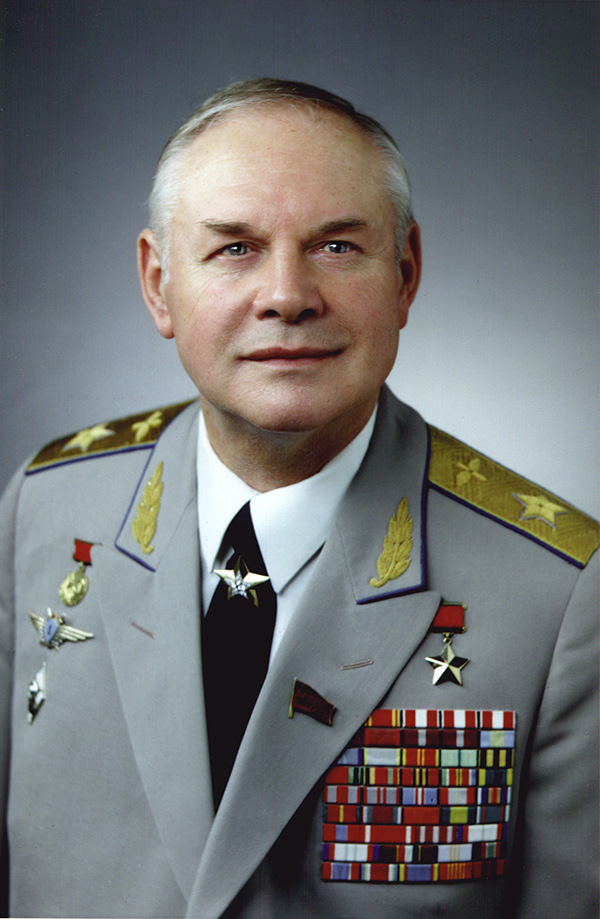
アレクサンドル・シラーンチェフ航空元帥

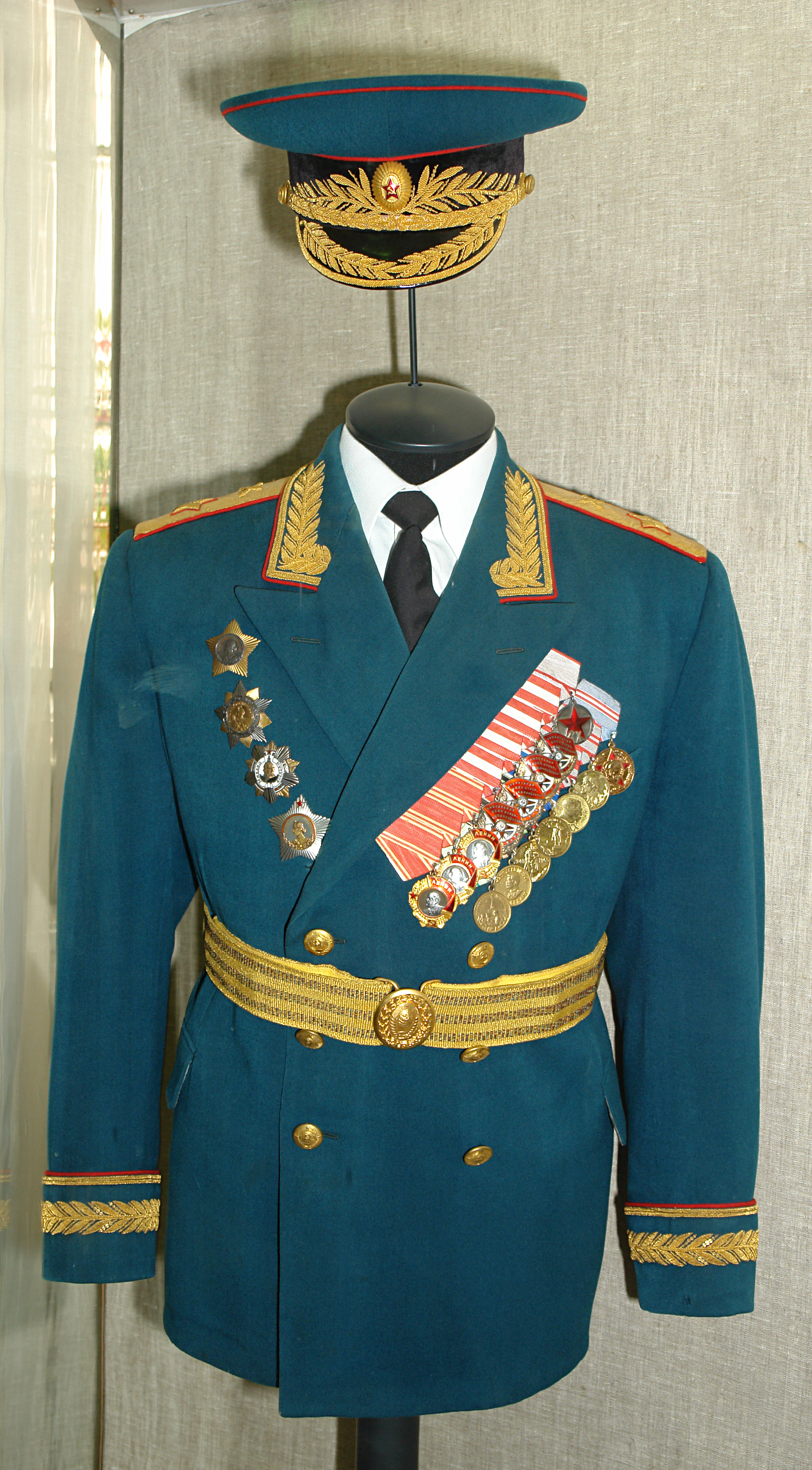
ゲオルギー・フェドートヴィチ・オジンツォーフ砲兵元帥の軍装
砲兵・工兵・通信部隊軍事歴史博物館

兵科元帥 (ロシア語: Ма́ршал ро́да во́йск) は1943年から1974年にソビエト連邦軍に存在していた、別個に分かれている将校階級である。
しかし当時の兵科元帥は、赤軍と後のソ連軍では最低の元帥階級だった。NATOの階級では、OF-9（主に大将）相当でしかなかった。
しかし、将校たちは簡単には兵科元帥にはなれなかった。それぞれの兵科で優秀で権威ある者のみが任命され、有能な者だけが巨大な編成権を持つ最高司令官の地位に着いていた。

## 概要と階級と序列
"兵科元帥"という言葉は当時のドイツ国防軍に存在していた兵科大将（General der Waffengattung） を翻訳借用したものである。 1943年1月16日に最初に創設された時は、航空、砲兵、戦車軍の元帥だけだった：
- 航空元帥（маршал авиаций）
- 砲兵元帥（маршал артиллерии）
- 戦車軍元帥（маршал танковых войск）

1943年10月には、新たな階級として通信兵と工兵の兵科が追加された：
- 通信軍元帥（маршал войска связи）
- 工兵軍元帥（маршал иншенерых войск）

さらにこれらの最高階級として総元帥が創設された：
- 航空総元帥（главный маршал авиаций）
- 砲兵総元帥（главный маршал артиллерии）
- 戦車軍総元帥（главный маршал танковых войск）
- 通信軍総元帥（главный маршал войска связи）
- 工兵軍総元帥（главный маршал иншенерых войск）

五つの兵科元帥と兵科総元帥はOF-9相当で創設された。
| 階級                             |                              |                                                |
| 下階級: 大将 (Генерал-полковник) | 上級大将 (Генерал армии)     | 上級大将 (Генерал армии)                       |
| 下階級: 大将 (Генерал-полковник) | 兵科元帥 (Ма́ршал ро́да во́йск) | 上階級: 兵科総元帥 (Главный ма́ршал ро́да во́йск) |

## 階級章

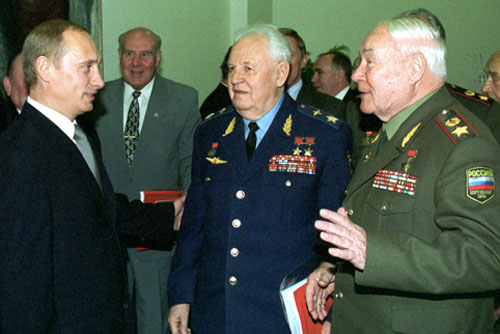
アレクサンドル・エフィーモフ航空元帥

兵科元帥の肩章には大きめの（幅50mm）五芒星が付いている（同じ時期のソビエト連邦元帥の肩章にもまったく同じ星が使用されていた）。同じく兵科元帥は小型の元帥星章を身につけていた。
兵科総元帥の創設時には肩章にある元帥星の大きさを、ソビエト連邦元帥の優位性を示す為に10mm小さくした。大型の元帥星章は兵科総元帥とソビエト連邦元帥の制服にのみ存在していた。
兵科元帥は階級的に上級大将よりも上位に位置していたが、兵科元帥と上級大将の扱いは明らかに同列だった（ただし上級大将が付けていた肩章は、元帥星ではなく四つの小さな星が付いていた）。兵科元帥、兵科総元帥および上級大将の位は西側の基準でいうOF-9相当であり、上級大将は元帥星を肩章や軍服に付けていなかった。しかし1974年に、上級大将にも40mmの元帥星付きの肩章と小型の元帥星章が与えられるようになった。
普通は兵科元帥が昇進する時は兵科総元帥になるが、どちらもソビエト連邦元帥に昇進することは可能だった。しかし1984年以後の兵科元帥は、航空元帥と砲兵元帥だけになり、後にこれらの元帥階級も贈与されることはなくなった。1993年にロシア連邦軍の改革が行われた時に、兵科元帥とその機能はすべて大将に統一された。残っていた砲兵元帥と航空元帥も上級大将に置き換えられ、兵科元帥の階級は完全に廃止された。

### 肩章
| 名称       | 兵科元帥         | 兵科元帥         | 兵科元帥         | 兵科元帥         | 兵科元帥         |
| 軍装       | 肩章 1943 – 1955 | 肩章 1943 – 1955 | 肩章 1943 – 1955 | 肩章 1943 – 1955 | 肩章 1943 – 1955 |
| ---------- | ---------------- | ---------------- | ---------------- | ---------------- | ---------------- |
| 軍装       |                  |                  |                  |                  |                  |
| 礼装       | 肩章 1955 – 1974 | 肩章 1955 – 1974 | 肩章 1955 – 1974 | 肩章 1955 – 1974 | 肩章 1955 – 1974 |
| 礼装       |                  |                  |                  |                  |                  |
| 階級       | 砲兵元帥         | 航空元帥         | 戦車軍元帥       | 通信軍元帥       | 工兵軍元帥       |
| エンブレム |                  |                  |                  |                  |                  |
| NATO階級   | OF-9             | OF-9             | OF-9             | OF-9             | OF-9             |

## 兵科元帥の一覧

### 砲兵元帥
1. ニコライ・ヴォロノフ; 1943年1月18日に任命 (1944年に総元帥就任)
2. ニコライ・ドミートリエヴィチ・ヤーコヴレフ（英語版）; 1944年2月21日就任、1952年-1953年中は剥奪
3. ミハイル・チスチャコーフ（ロシア語版）; 1944年9月25日就任
4. ミトロファン・ニェジェーリン; 1953年8月4日就任 (1955年に総元帥に就任)
5. セルゲイ・ヴァレンツォーフ（ロシア語版）; 1955年3月11日就任（1961年に総元帥に就任）、1963年に少将に降格
6. ヴァシーリー・カザコフ（英語版）; 1955年3月11日就任
7. コンスタンチン・カザコフ（ロシア語版）; 1962年4月28日就任
8. ユーリー・バジャーノフ（ロシア語版）; 1965年6月18日就任
9. パーヴェル・クレショーフ（ロシア語版）; 1967年10月28日就任
10. ゲオルギー・オジンツォーフ（ロシア語版）; 1968年2月22日就任
11. ゲオルギー・ペレジェーリスキー（ロシア語版）; 1973年11月5日就任
12. エフィーム・ボイチューク（ロシア語版）; 1980年11月4日就任
13. ウラジーミル・ミハールキン（ロシア語版）; 1989年2月15日就任

### 航空元帥
1. アレクサンドル・ノヴィコフ; 1943年3月17日就任（1944年に総元帥に就任）
2. アレクサンドル・ゴロヴァーノフ（英語版）; 1943年8月3日就任（1944年に総元帥に就任）
3. フョードル・アスターホフ（英語版）; 1944年8月19日就任
4. グリゴーリー・ヴォロジェーイキン（英語版）; 1944年8月19日就任
5. ニコライ・スクリプコー（英語版）; 1944年8月19日就任
6. フョードル・ファラレーエフ（英語版）; 1944年8月19日就任
7. セルゲイ・フジャコーフ（英語版）; 1944年8月19日就任
8. セミョーン・ジャーヴォロンコフ（英語版）; 1944年9月25日就任
9. コンスタンチン・ヴェルシーニン（英語版）; 1946年6月3日就任（1959年に総元帥に就任）
10. パーヴェル・ジーガレフ（英語版）; 1953年8月3日就任（1955年に総元帥に就任）
11. セルゲイ・ルジェーンコ; 1955年3月11日就任
12. ウラジーミル・スジェーツ（英語版）; 1955年3月11日就任
13. スチェパン・クラソフスキー（英語版）; 1959年5月8日就任
14. エフゲニー・サヴィーツキー（ロシア語版）; 1961年5月6日就任
15. フィリップ・アガリツォーフ（ロシア語版）; 1962年4月28日就任
16. エフゲニー・ローギノフ（ロシア語版）; 1967年10月28日就任
17. パーヴェル・クターホフ（英語版）; 1969年就任（1972年に総元帥に就任）
18. イヴァン・ボルゾーフ（ロシア語版）; 1967年10月28日就任
19. アレクサンドル・ポクルィシュキン; 1972年12月16日就任
20. ボリス・ブガーエフ（英語版）; 1973年11月5日就任（1977年に総元帥に就任）
21. ゲオルギー・ジミーン（ロシア語版）; 1973年11月5日就任
22. アレクサンドル・エフィーモフ（ロシア語版）; 1975年4月29日就任
23. イヴァン・プストィーゴ（ロシア語版）; 1975年4月29日就任
24. アレクサンドル・シラーンチェフ（ロシア語版）; 1976年2月19日就任
25. アレクサンドル・コルドゥノーフ（英語版）; 1973年10月18日就任（1984年に総元帥に就任）
26. グリゴーリー・スコーリコフ（ロシア語版）; 1980年11月4日就任
27. ニコライ・スコモローホフ（ロシア語版）; 1981年11月2日就任
28. ピョートル・キルサーノフ（ロシア語版）; 1982年12月16日就任
29. アナトーリー・コンスタンチーノフ（ロシア語版）; 1985年4月30日就任
30. イヴァーン・コジェドゥーブ; 1985年5月6日就任
31. アレクサンドル・ヴォールコフ（ロシア語版）; 1989年2月15日就任
32. エフゲニー・シャポシニコフ; 1991年8月26日就任

### 戦車軍元帥
1. パーヴェル・ロトミストロフ; 1944年2月21日就任(1962に総元帥に就任)
2. ヤーコフ・フェドレンコ（英語版）; 1944年2月21日就任
3. セミョーン・ボグダーノフ; 1944年1月1日就任
4. パーヴェル・ルイバルコ; 1944年6月1日就任
5. ミハイル・カトゥコフ; 1959年10月26日就任
6. パーヴェル・ポルボヤーロフ（ロシア語版）; 1962年4月28日就任
7. アマザスプ・ババジャニャン; 1967年10月28日就任 (1975年に総元帥に就任)
8. オレグ・ローシク（ロシア語版）; 1975年4月29日就任

### 通信軍元帥
1. イヴァン・ペレスィープキン（英語版）; 1944年2月21日就任
2. アレクセイ・イヴァーノヴィチ・レオーノフ（ロシア語版）; 1961年5月6日就任
3. アンドレイ・ベローフ（ロシア語版）; 1973年11月5日就任
4. ニコライ・アレクセーエフ（ロシア語版）; 1979年10月25日就任

### 工兵軍元帥
1. ミハイル・ヴォロビョーフ（英語版）; 1944年2月21日就任
2. アレクセイ・プロシリャコフ（ロシア語版）; 1961年5月6日就任
3. ヴィークトル・ハールチェンコ（ロシア語版）; 1972年12月16日就任
4. アルチーリ・ゲロヴァーニ（英語版）; 1977年10月28日就任
5. セルゲイ・アガーノフ（ロシア語版）; 1980年5月5日就任
6. ニコライ・シェストパーロフ（ロシア語版）; 1981年5月6日就任